# Calma (Pedro Capó)
Calma is een nummer van de Puerto Ricaanse zanger Pedro Capó uit 2019.
Het zomerse nummer werd een heel grote hit in Zuid-Amerika. Een remixversie met de eveneens Puerto Ricaanse zanger Farruko veroverde ook in Europa de hitlijsten. In de Vlaamse Ultratop 50 bereikte deze versie een bescheiden 34e positie, maar in Nederland wist het geen hitlijsten te bereikten. Later werd er nog een remix uitgebracht, ditmaal met vocalen van de Amerikaanse zangeres Alicia Keys. Ook deze remix werd een (radio)hit in Europa. In Nederland bracht deze versie het tot de eerste positie in de Tipparade, maar in Vlaanderen kwam hij niet in de hitlijsten.